# Rumex kaschmirianus
Rumex kaschmirianus är en slideväxtart som beskrevs av Karl Heinz Rechinger. Rumex kaschmirianus ingår i släktet skräppor, och familjen slideväxter. Inga underarter finns listade i Catalogue of Life.